# Крюков, Никита Алексеевич
Ники́та Алексе́евич Крю́ков (укр. Крюков Микита Олексійович; 30 апреля 1991, Донецк, Украина) — украинский футболист, вратарь «Ялты».

## Клубная карьера
Воспитанник детско-юношеской академии клуба «Шахтёр». С 2007 года играл за молодёжную команду донецкого «Шахтёра», а также за его дубль.
Зимой 2015 года Крюков перешёл в мариупольский «Ильичёвец». 5 апреля 2015 года Никита дебютировал в составе «Ильичёвца» в Премьер-лиге, отыграв весь матч против донецкого «Шахтёра». Матч закончился поражением команды Крюкова со счётом 2:6 и стал единственной игрой в Премьер-лиге для игрока.

## Выступления за сборную
В марте 2011 года сыграл один матч за молодёжную сборную Украины.